# Alessandra Di Sanzo
Alessandra Di Sanzo, née Alessandro Di Sanzo à  Gattico, province de Novare, Piémont le 26 août 1969, est une actrice italienne connue pour son interprétation de la prostituée adolescente travestie Mario Libassi, surnommée Mery dans le film dramatique de Marco Risi, Mery pour toujours sorti en 1989 et où elle fait ses débuts d'actrice.

## Biographie
Issu d'une famille originaire de Basilicate, Alessandro Di Sanzo est né à  Gattico dans la province de Novare en 1969. Dans les années 1980, il s'installe à Rome avec sa tante et travaille comme apprenti coiffeur. Remarqué par le réalisateur Marco Risi, il est retenu pour jouer dans le film   Mery pour toujours (Mery per sempre) le rôle de Mery, un garçon à tendance transgenre, voué à la prostitution, détenu dans une prison pour mineurs, puis l'année suivante le même rôle  dans la suite Les Garçons de la rue (Ragazzi fuori) du même réalisateur,.
À partir des années 1990, elle devient Alessandra (1993) et poursuit une carrière au cinéma et au théâtre. Elle est choisie en 1993 par un créateur de mode suisse pour porter une robe de mariée, suscitant des controverses.
Par la suite, elle joue des rôles secondaires, comme dans la mini-série Vita da paparazzo de Pier Francesco Pingitore en 2008 et l'année suivante dans le film I Picciuli d'Enzo Cittadina et Caterina Cocca. Dans les années 2010, elle abandonne la scène.

## Filmographie partielle

### Cinéma
- 1989 : Mery pour toujours (Mery per sempre) de Marco Risi.
- 1990 : Les Garçons de la rue  (Ragazzi fuori) de Marco Risi.
- 1994 : Les Putes (Le buttane) d'Aurelio Grimaldi.
- 1995 : Ragazzi della notte de Jerry Calà.
- 1996 : Il prezzo del denaro de Maurizio Lucidi.
- 2009 : I Picciuli de Enzo Cittadino et Annarita Cocca.

### Télévision
- 1991 : Errore fatale de Filippo De Luigi (téléfilm)
- 1992 :  Une rumeur si banale (Leonardo) (téléfilm)
- 1996 : La tenda nera  de Luciano Manuzzi (téléfilm)
- 2008 : Vita da paparazzo de Pier Francesco Pingitore (mini-série télévisée)